# CREB (protéine)

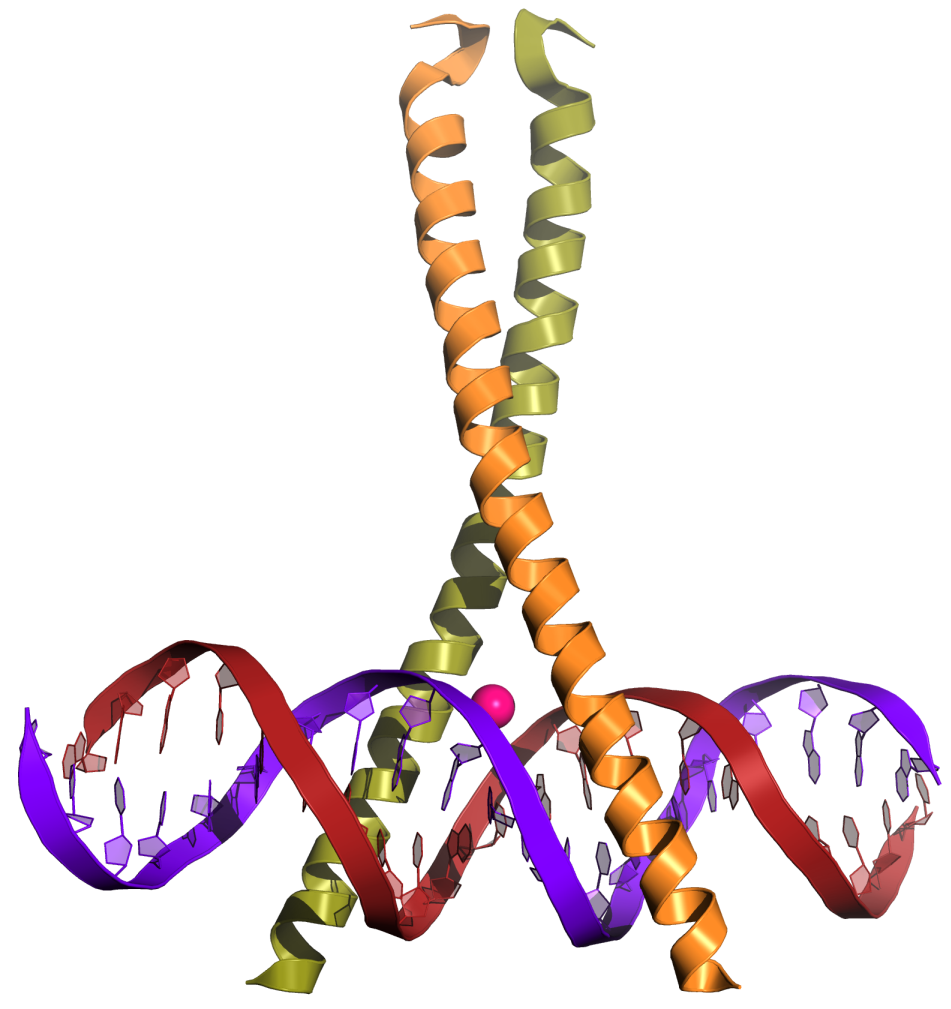
Représentation 3D de la protéine CREB

CREB (de l'anglais C-AMP Response Element-binding protein, c'est-à-dire protéine se fixant au CRE) est une protéine ubiquitaire agissant comme un facteur de transcription liant l'AMPc. C'est une protéine essentielle de la régulation de l'expression des gènes. Cette protéine pour être active a besoin d'être phosphorylée par une protéine kinase A (PKA), elle-même activée par de l'AMPc.

## Présentation
CREB est une protéine ubiquitaire eucaryote, c’est-à-dire exprimée dans tous les types de cellules. Elle agit comme un facteur de transcription qui interagit directement avec l’ADN par sa fixation aux éléments de réponse, dits séquences CRE (cAMP response element), induisant la transcription de certains gènes. Le CRE formé de 8 paires de bases « TGACGTCA », est un élément de réponse crucial dans les cascades moléculaires impliquant l’AMPc. Chez l'humain, le gène CREB est situé sur le chromosome 2 à la position 34 et code une protéine composée de 327 acides aminés pour un poids total de 45 Kd. L’épissage alternatif de son ARNm produit deux transcrits différents et conduit à la formation de deux isoformes CREB-A et CREB-B.
CREB fait partie de la famille des facteurs de transcription à domaine bZIP, de même que CREM (en) et ATF-1 qui ont la particularité de contenir une région basique riche en leucine. Cette glissière à leucine (leucine zipper) permet la dimérisation de la protéine et une reconnaissance spécifique à l’ADN.

## Mécanisme d'action
Plusieurs voies de signalisations cellulaires peuvent mener à l’activation de CREB. Le facteur commun étant l’AMPc qui va mener ultimement à la phosphorylation de CREB, donc à son activation. En général, un signal extracellulaire arrive à la surface de la cellule (une hormone, un neurotransmetteur) et active des récepteurs spécifiques. Ceux-ci permettent ensuite de générer un second messager, l’AMPc, qui va activer une protéine kinase A (PKA) capable de phosphoryler la sérine 133 de CREB située dans son domaine KID (pour Kinase Inductible Domain) pour finalement aboutir à son activation.
CREB va par la suite recruter des coactivateurs transcriptionnels tels que CBP (CREB-binding protein) et P300 qui de par leurs fonctions acétyltransférases vont faciliter sa fixation à l’ADN et induire la transcription de gènes.

## Fonctions
La protéine CREB est impliquée dans la régulation partielle de multiples fonctions biologiques dont :
- Prolifération cellulaire
- Plasticité synaptique
- Développement de l’apprentissage
- Survie neuronale
- Potentialisation à long terme : mémoire
- Hématopoïèse
- Spermatogenèse
- Remodelage hypertrophique et apoptose des cardiomyocytes

## Mémoire et CREB
La protéine CREB est très importante en ce qui concerne la potentialisation à long terme. Dans le cerveau, l’information nerveuse est véhiculée par les neurones qui sont formées d’un corps, d’un axone et de dendrites. Les synapses permettent d’établir une communication entre les neurones et présentent à leur surface des récepteurs qui se lient spécifiquement avec les neurotransmetteurs. Un peu plus du tiers des neurones de notre cerveau sont de types glutaminergiques (avec un neurotransmetteur qui est le glutamate). Il existe plusieurs récepteurs glutaminergiques tels qu’AMPA et NMDA qui sont de type ionotropiques, c'est-à-dire couplés à un canal ionique. Après stimulation glutaminergique, une cascade d’évènements va entrainer la formation d’AMPc, qui va activer la protéine kinase A (PKA). Celle-ci va à son tour phosphoryler CREB qui va ordonner la formation de nouveaux récepteurs AMPA. Ces nouveaux récepteurs seront fabriqués dans les ribosomes du neurone et seront acheminés à la surface synaptique. Ils viendront augmenter la transmission synaptique lors de prochaines stimulations. Ce renforcement de la synapse permettra au neurone en question de réagir plus vite et plus efficacement aux stimulations ultérieures. Aussi, la PKA va phosphoryler les récepteurs AMPA déjà présents ce qui permettra de les rendre plus efficaces. La répétition de stimulus et le renforcement synaptique vont permettre à plusieurs zones du cerveau d’enregistrer l’information.

## Pathologies

### Dépendance aux drogues
La dépendance aux drogues est reliée au circuit de la récompense et plus exactement au circuit de la dopamine qui comprend le noyau accumbens, le cortex préfrontal et l’aire tegmentale ventrale. La consommation répétée de drogues provoque une augmentation de la quantité de dopamine dans le noyau accumbens ce qui entraine la formation d’AMPc et l’activation de CREB. CREB va ensuite activer des gènes codants des protéines qui inhibent le système de récompense comme le dynorphine. Cette protéine va freiner la libération de la dopamine dans le noyau accumbens et atténuer le phénomène de plaisir (récompense). Un phénomène de tolérance est alors observé et le consommateur a besoin d’augmenter les doses pour ressentir le même effet que la prise précédente. La consommation est alors augmentée afin d’éliminer les effets néfastes. CREB va aussi induire la synthèse de la protéine c-fos qui va intervenir dans la sensibilisation du circuit de la récompense. Tous ces phénomènes favorisent l’accoutumance, l’addiction et la dépendance.

### Antidépresseurs
La dépression touche à l’humeur et est notamment caractérisée par un déficit en sérotonine. Les antidépresseurs exercent une fonction thérapeutique en sur-activant CREB via la voie de l’AMPc en permettant la synthèse de protéines intervenant dans la protection et la survie cellulaire.